# Epilepsi
Epilepsi (från latin epilepsia, från grekiska ἐπιληψία, från epilambanein, att anfalla, gripa tag, från lambanein, att ta) är en grupp diagnoser av störningar i hjärnan, som ger återkommande epileptiska anfall. Anfallen kan bestå av medvetandepåverkan, ryckningar i armar och ben eller andra neurologiska symptom och orsakas av övergående elektriska urladdningar i hjärnans nervceller. Epilepsi är inte ärftligt, men kan vara medfödd eller uppstå till följd av en hjärnskada (trauma, stroke, tumörer, infektioner m.m.), men i många fall kan utredning inte visa någon orsak till epilepsin.
För den som haft ett enstaka epileptiskt anfall är risken att utveckla epilepsi mindre än 50%. För att få diagnosen epilepsi krävs därför vanligen att man haft minst två anfall, utan provocerande faktorer. Risken för anfall ökas vid abstinens, infektion, extrem trötthet. Epilepsianfallens karaktär, frekvens och omfattning varierar kraftigt mellan olika drabbade individer, likaså möjligheten till framgångsrik medicinsk behandling. I Sverige får den som nyligen haft ett epileptiskt anfall inte köra bil, men personer med epilepsi får ofta börja köra igen när de varit anfallsfria ett år. Har man varit anfallsfri i minst tre år, då minskas körförbudstiden till sex månader, förutsatt att medicineringen effektiviseras efter anfallet.
Epilepsi behandlas i huvudsak med läkemedel, men vid bristande effekt eller då läkemedel inte kan användas finnas andra behandlingar såsom kirurgi, ketogen kost, vagusstimulering och vissa experimentella behandlingar.

## Benämning
Fallandesjuka och fallandesot är äldre benämningar som ofta ses i gamla texter och kyrkoböcker. Begreppen syftar på att en person som drabbas av ett epileptiskt anfall ofta faller omkull, men finns även absensanfall som gör att man blir frånvarande. Personer med epilepsi sades förr i tiden ha ett närmare band med Gud. Epilepsi kallades på latin för morbus sacer, det vill säga den heliga sjukdomen. Hippokrates ansåg dock att den inte var mer helig än andra sjukdomar.

## Typer av epileptiska anfall
Det finns många olika typer av epileptiska anfall. Hur ett epilepsianfall ser ut beror på vilken eller vilka delar av hjärnan som omfattas. Vid de mest välkända och dramatiska anfallen är den epileptiska aktiviteten spridd i hela hjärnan. Här listas anfallstyper enligt den senaste internationella klassifikationen som kom 2010.
Vid fokala anfall utan medvetandepåverkan minns personen hela händelsen. Vid alla andra typer av anfall drabbas personen av minneslucka och minns bara det som var före och efter anfallet. Vid ett fokalt anfall med sekundär generalisering minns personen händelsen före generaliseringen och det som var efter anfallet men inte det däremellan.

### Fokala anfall
Fokala kallas anfall som inte omfattar hela hjärnan, utan någon viss del. Hur anfallet yttrar sig beror på vilken del det är fråga om. Tidigare kallades detta partiella anfall.
Fokala anfall utan medvetandepåverkan
Dessa påverkar inte medvetandet, utan kan yttra sig som konstiga sinnesförnimmelser, overklighetskänslor eller mindre muskelpåverkan, allt beroende på vilken den aktuella delen är. Anfall i områden som tolkar de konkreta sinnesintrycken (syn, hörsel, smak etc.) brukar ge konstiga upplevelser av respektive sinnestyp. Så har anfall i nackloben, där synen sitter, underliga synupplevelser (till exempel synen av plötsliga ljusblixtar eller stjärnor) som typiskt kännetecken.
Fokala anfall med medvetandepåverkan
Anfall som inte gör personen medvetslös, men påverkar medvetandet. Ett sådant kan till exempel få den drabbade att handla irrationellt och svara mycket underligt på frågor, symptom på så kallade medvetandegrumlingar, förvrängda bilder och uppfattningar om sammanhanget man befinner sig i.
Under medvetandegrumlingarna kan ofrivilliga upprepande rörelser, automatismer, förekomma.
Fokala anfall med medvetandepåverkan är typiska för epilepsianfall lokaliserade till tinningloberna (temporallobsepilepsi) men förekommer också när epilepsin har andra ursprungslokaler.
Kallades tidigare partiella komplexa anfall.
Fokala anfall med sekundär generalisering
Fokala anfall som sprider sig vidare till att omfatta hela hjärnan, och som då ger symptom från båda kroppshalvor, oftast tonisk-kloniska anfall. Se vidare nedan.

### Generaliserade anfall
Generaliserade anfall omfattar hela hjärnan och kan ge väldigt svåra symptom. Ovan nämndes om anfall med sekundär generalisering. Både dessa och primärt generaliserade anfall, anfall som startar i hela hjärnan samtidigt, beskrivs nedan.
Toniskt-kloniska anfall ("grand mal")
Detta är den mest kända typen av epileptiska anfall. De börjar med att personen blir stel i hela kroppen (tonisk kramp). Därefter faller personen medvetslös omkull med rytmiska muskelryckningar (kloniska kramper) i hela kroppen. Anfallen upphör i regel efter någon eller några minuter. Anfallet är i sig inte skadligt men det finns risk för skador vid fallet. Efteråt är patienten ofta trött eller förvirrad. En livshotande typ av anfall är status epilepticus, där flera anfall inträffar efter varandra utan återhämtning emellan eller där ett anfall pågår längre än 30 minuter. Status epilepticus kan inträffa vid till exempel avbruten medicinering och kräver omedelbar behandling med muskelavslappnande medel. Status epilepticus, det vill säga långvariga epileptiska anfall, leder till nervcellsdöd, kognitiva störningar och bidrar därtill att epilepsisjukdomen förvärras.
Absenser ("petit mal")
Typ av frånvaroattacker som är vanligast i en epilepsiform hos barn. Dessa varar sällan mer än några sekunder och leder inte till något fall eller andra muskelsymptom.
Myokloniska anfall
Vanligast vid juvenil myoklon epilepsi och förekommer då ofta blandat med toniskt-kloniska anfall. Myokloniska anfall yttrar sig som enstaka plötsliga ryckningar i någon muskel eller muskelgrupp. Personen förlorar inte medvetandet och faller inte heller.
Atoniska (astatiska) anfall
Sällsynt epilepsiform där all muskeltonus (spänning) plötsligt upphör och personen faller omkull utan att kunna ta emot sig, faller ihop som en hög. Personen kan bli medvetslös. Anfallet kan vara exempelvis 20 sekunder.
Toniska anfall
Anfall där alla muskler blir spända, stela.
Kloniska anfall

## Diagnos

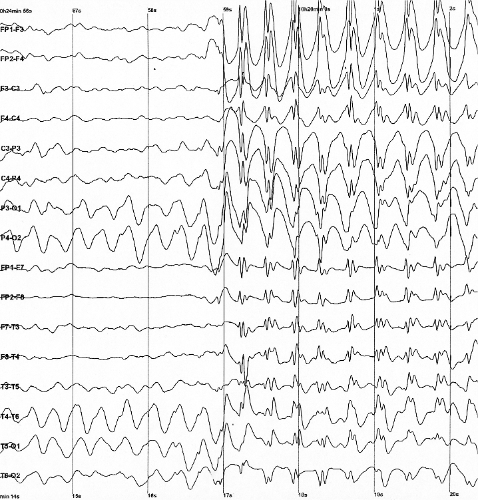
EEG

För att få diagnosen epilepsi krävs att en person haft epileptiska anfall som har uppträtt spontant, alltså varit oprovocerade och vanligtvis upprepade. Ett anfall bedöms som epileptiskt om det yttrar sig på ett för epilepsi typiskt sätt till följd av avvikande aktivitet i hjärnans celler och är vanligtvis kortvarigt (oftast enstaka minuter). Oprovocerade anfall innebär att anfallen uppträder under ganska normala förhållanden. Provocerade anfall, även kallade akutsymtomatiska anfall, är epileptiska anfall som enbart förekommer i direkt anslutning till en provocerande faktor. Exempel på sådana faktorer är hög feber hos barn, i samband med skallskador, stroke eller alkohol och eller annat missbruk. Alla människor kan drabbas av epileptiska anfall om den provocerande faktorn är mycket kraftig, som till exempel vid elektrokonvulsiv behandling (ECT) mot svåra depressioner där ett kort anfall provoceras i hjärnan av en kraftig elektrisk ström. Personer som enbart har provocerade anfall har inte epilepsi och eventuell behandling inriktas då mot den provocerande faktorn.
Diagnosen epilepsi ställs oftast när en person haft upprepade, det vill säga minst två oprovocerade epileptiska anfall. När anfallet är orsakat av ett tillstånd som ger mycket hög risk för ytterligare anfall, kan dock diagnosen epilepsi ställas redan efter ett anfall.
En känslig undersökningsmetod som används ibland är EEG efter att man hållit sig vaken natten innan, så kallad sömndeprivering.

### Feldiagnostik
Epilepsidiagnosen kan vara felaktig, ett anfall behöver inte vara epileptiskt. Det säkraste sättet att fastslå om anfall är epileptiska eller inte är att registrera hjärnans aktivitet i samband med ett anfall men i praktiken är detta sällan möjligt. Istället diagnostiseras oftast anfall som epileptiska eller inte genom en sammanvägd bedömning av anfallets karaktär och omständigheterna kring anfallet. Feldiagnostik är därför inte ovanligt och bland personer som remitterats till specialkliniker för utredning av svår anfallsjukdom och misstänkt epilepsi, har cirka 20 procent inte epilepsi.

### Differentialdiagnostik
Exempel på tillstånd som felaktigt kan bedömas som epileptiska är syncope (svimning), särskilt när det samtidigt finns ryckningar i någon kroppsdel. Andra exempel är migränanfall, övergående cirkulationsrubbning i en del av hjärnan, så kallade transitoriska ischemiska attacker (TIA) och affektanfall hos små barn.

#### Psykogena icke-epileptiska anfall
Ett särskilt exempel är psykogena icke-epileptiska anfall (Psychogenic Non-Epileptic Seizures – PNES, även kallat dissociativa kramper eller funktionella anfall) som ofta misstas för epileptiska anfall, men är episoder av motoriska eller sensoriska symtom som inte utlöses av förändrad elektrisk aktivitet i hjärnbarken. Bland patienter som utreds för kramper bedöms upp till 20 procent ha PNES. Det är också en av de tre vanligaste diagnoserna för patienter som utreds för tillfällig medvetandeförlust. Eftersom de underliggande faktorerna inte är neurologiska utan psykologiska hjälper inte antiepileptisk behandling och feldiagnos eller försenad diagnos kan leda till biverkningar från höga doser av antiepileptika samtidigt som symtomen inte förbättras.

## Förekomst
Epilepsi är ett vanligt men ofta osynligt handikapp. Det förekommer både självständigt och som symptom vid andra sjukdomar eller syndrom. De allra flesta personer med epilepsi är normalbegåvade och friska i övrigt, men en del av de hjärnhandikapp som innehåller begåvningsstörningar kan förutom dessa också ha epilepsi som en del i sjukdomsbilden. Epilepsin och begåvningsstörningen har då samma orsak, men är inte följder av varandra i någon riktning.
Inte bara personer med epilepsi kan få epileptiska anfall. Var tionde person beräknas få ett epileptiskt anfall någon gång under livet. Anfall kan vara "provocerade", det vill säga ha uppstått på grund av att hjärnan utsatts för svåra påfrestningar, till exempel hjärnhinneinflammation eller traumatisk hjärnskada. En särskild typ är så kallad abstinensepilepsi: anfall som kan drabba till exempel alkoholister som försöker sluta med sitt missbruk och nu, till skillnad mot vad hjärnan blivit van vid, haft en längre tid utan alkohol i kroppen.
För att räknas som en person med epilepsi skall man ha haft minst två oprovocerade epileptiska anfall under en tvåårsperiod. Enligt denna definition förekommer epilepsi hos 0,5-1 % av befolkningen motsvarande omkring 60 000 personer i Sverige. Av dessa är 10 000 barn.

## Behandling

### Läkemedel
Den medicinska grundbehandlingen av epilepsi utförs av läkare och utgörs av läkemedel som minskar risken för epileptiska anfall, så kallade antiepileptika. Det finns många läkemedel mot epileptiska anfall, men inget av dem kan göra alla epileptiker anfallsfria. Biverkningar kan också vara individuella, varför var och en behöver prova ut vilken eller vilka mediciner som fungerar bäst för honom eller henne. Omkring 60-70 procent av patienterna med epilepsi blir helt anfallsfria med mediciner.
Rekommenderade mediciner:
- Karbamazepin (Trimonil, Tegretol, Hermolepsin) är den vanligaste medicinen, men den är inte effektiv vid primärt generaliserad epilepsi.
- Oxkarbazepin (Trileptal) är närbesläktat med karbamazepin men ger ofta mindre biverkningar.
- Valproat (Ergenyl, Absenor, Orfiril). Används ofta vid primärt generaliserad epilepsi. Undviks hos yngre kvinnor eftersom den ger risk för fosterskada.
- Lamotrigin (Lamictal, Aural, Lamoscope, Pharmalam, Vimal). Föredras hos äldre eftersom den har mindre risk för minnespåverkan än andra mediciner.
- Gabapentin (Neurontin). Används hos äldre eftersom den har minst risk för minnespåverkan. Något mindre effektiv än andra mediciner.
- Levetiracetam (Keppra) är enkel att använda men kan ge vissa psykiska biverkningar
- Topiramat (Topimax, Topiramat, Topamax) kan ge psykiska biverkningar och viktnedgång
- Ethosuximid används bara vid absensepilepsi

Några andra mediciner:
- Fenobarbital (Fenemal) används numera sällan på grund av biverkningar (trötthet, minnessvårigheter)
- Fenytoin (Epanutin, Lehydan, Fenantoin) används numera sällan annat än som akutbehandling, då det dels krävs upprepade blodprover för att hitta rätt dos, dels är stor risk för biverkningar (trötthet, yrsel, minnessvårigheter)
- Klonazepam (Iktorivil) är ett andrahandsval eftersom det orsakar trötthet och är beroendeframkallande

Flera andra läkemedel finns, men de används framför allt vid speciella former av epilepsi, eller om man först provat läkemedlen ovan utan framgång.

#### Biverkningar av antiepileptika
Patienter som tar mediciner för att minska sina epileptiska anfall får ibland olika biverkningar. Ofta är dessa kognitiva. De vanligaste av dessa är långsamhet och en upplevelse av att vara avtrubbad ("light-headedness"), men ibland förekommer också hyperaktivitet. Vissa kan även påverka minnet och vikten, samt i viss mån humöret.
Negativa effekter av antiepileptika döljs ofta av det faktum att den obehandlade epilepsin har negativa kognitiva effekter. De positiva kognitiva förändringarna man uppnår vid anfallsfrihet ”äts upp” av de negativa bieffekterna av medicinen som uppnår den. Det är generellt mycket svårt att undersöka biverkningar av antiepileptika och få stora studier är gjorda.
Det är skillnad på kortvariga bieffekter som habitueras bort och/eller sedan döljs av kompensatoriska kognitiva strategier, och långvariga effekter. Generellt är nya mediciner (tex Levetiracetam) bättre än gamla, och den vanligaste biverkningen är psykomotorisk långsamhet.

### Andra behandlingar
De flesta personer som får epilepsi behandlas med läkemedel, så kallad antiepileptika. Om en person har provat två adekvata läkemedel i tillräckligt höga doser, ensamt eller i kombination, utan att bli anfallsfri, kallas detta läkemedelresistent epilepsi. För vissa personer med epilepsi som är svår att behandla med läkemedel kan andra metoder komma ifråga, till exempel operation, särskild kost eller elektrisk stimulering som vagusnervstimulering.

#### Epilepsikirurgi
En del personer som har vissa former av fokal epilepsi som inte blir bättre av läkemedel kan få hjälp genom operation. En granskning av den samlade forskningen visar tydligt att personer som inte blir fria från anfall med läkemedel kan bli anfallsfria med kirurgi. Vid vissa typer av fokal epilepsi finns möjlighet till behandling genom epilepsikirurgiskt ingrepp. Vanligast är ingrepp då man opererar bort det område där anfallen startar, såsom temporallobsresektion. Detta görs enbart om man har bedömt att den anfallsutlösande hjärnvävnaden har bedömts vara mer till skada än till nytta. Majoriteten av de patienter som genomgår en temporallobsresektion blir fria från anfall. En ovanlig form av epilepsikirurgi är hemisfärotomi.

#### Kost
Vissa personer med epilepsi kan inte ta läkemedel. En vetenskaplig utvärdering och systematisk forskningsöversikt från SBU visar att så kallad ketogen kost är effektivt för vissa barn som inte kan behandlas med läkemedel. Rapporten visar ett måttligt starkt vetenskapligt underlag för antalet anfall minskar med hälften eller mer vid ketogen kost jämfört med vanlig kost. Däremot räcker inte det vetenskapliga underlaget för att dra slutsatser om effekter av ketogen kost hos vuxna.

#### Vagusnervstimulering
Vagusnervstimulering innebär att man elektriskt stimulerar vagusnerven på halsens ena sida – och innebär inte ingrepp i hjärnan. Hos ungdomar och vuxna som inte blir bättre av enbart läkemedelsbehandling kan tillägg av vagusnervstimulering minska antalet anfall.

#### Experimentell och övrig behandling
Djup hjärnstimulering är en metod som används vid andra tillstånd med rörelserubbningar, som Parkinsons sjukdom. Metoden har prövats vid epilepsi men betraktas fortfarande som experimentell – det vetenskapliga underlaget räcker inte för att bedöma effekten. Ingreppet går till så att man efter noggrann undersökning av hjärnan med magnetkamera opererar in elektroder i ett visst område i hjärnan, med så kallad stereotaktisk operation. Elektroderna kopplas till en pacemaker som opereras in under huden, vid nyckelbenet eller på bålen. Djup hjärnstimulering kan tänkas bli ett framtida behandlingsalternativ för en liten grupp personer med fokal epilepsi som inte kan behandlas med vare sig läkemedel eller operation.
För patienter för vilka vare sig farmalogisk eller kirurgisk behandling fungerar förekommer psykologisk behandling. Psykologisk behandling av beteendeterapeutisk sort fokuserar på att undvika epilepsiframkallande situationer och att träna på beteenden som avbryter begynnande anfall. Många patienter undviker å andra sidan alltför mycket i sina liv i sin strävan att nå anfallsfrihet, då fokuserar den psykologiska behandlingen istället på att få dessa patienter att acceptera sin sjukdom och leva fullgoda liv trots sina anfall. Denna sista form av behandling kallas Acceptance and Commitment Therapy (ACT).

## Folktro och folkmedicin
Enligt svensk folktro och folkmedicin berodde epilepsi på att modern under graviditeten hade betraktat något olämpligt: en slakt, avrättning eller annat sammanhang där blod förekom. Därför betraktades just blod som ett botemedel mot epilepsi. Därvid skulle det helst vara blodet från en avrättad person, men det gick också att använda några droppar blod från en levande person – gärna från en mördare eller från en soldat som hade dödat motståndare i krig. Viss verkan kunde även djurblod ha. Den vanligaste behandlingen synes dock ha varit att direkt efter det första epilepsianfallet avlägsna kläderna från den sjuke och bränna upp dem.